# Золотой глобус (премия, 2003)
60-я церемония вручения наград премии «Золотой глобус»

19 января 2003
Лучший фильм (драма): 

«Часы»
Лучший фильм (комедия или мюзикл): 

«Чикаго»
Лучший драматический сериал: 

«Щит»
Лучший сериал (комедия или мюзикл): 

«Умерь свой энтузиазм»
Лучший мини-сериал или фильм на ТВ: 

«Черчилль»
< 59-я Церемонии вручения 61-я >
60-я церемония вручения наград премии «Золотой глобус» за заслуги в области кинематографа за 2002 год.

## Победители и номинанты

### Игровое кино
| Победители выделены отдельным цветом. |

Здесь приведён полный список номинантов.
| Категории                                | Фотографии лауреатов                                                                 | Победители и номинанты                                                |
| ---------------------------------------- | ------------------------------------------------------------------------------------ | --------------------------------------------------------------------- |
| Лучший фильм (драма)                     |                                                                                      | • «Часы»                                                              |
| Лучший фильм (драма)                     | • «О Шмидте»                                                                         |                                                                       |
| Лучший фильм (драма)                     | • «Банды Нью-Йорка»                                                                  |                                                                       |
| Лучший фильм (драма)                     | • «Властелин колец: Две крепости»                                                    |                                                                       |
| Лучший фильм (драма)                     | • «Пианист»                                                                          |                                                                       |
| Лучший фильм (комедия или мюзикл)        |                                                                                      | • «Чикаго»                                                            |
| Лучший фильм (комедия или мюзикл)        | • «Мой мальчик»                                                                      |                                                                       |
| Лучший фильм (комедия или мюзикл)        | • «Адаптация»                                                                        |                                                                       |
| Лучший фильм (комедия или мюзикл)        | • «Моя большая греческая свадьба»                                                    |                                                                       |
| Лучший фильм (комедия или мюзикл)        | • «Николас Никльби»                                                                  |                                                                       |
| Лучший режиссёр                          |                                                                                      | • Мартин Скорсезе — «Банды Нью-Йорка»                                 |
| Лучший режиссёр                          | • Стивен Долдри — «Часы»                                                             |                                                                       |
| Лучший режиссёр                          | • Роб Маршалл — «Чикаго»                                                             |                                                                       |
| Лучший режиссёр                          | • Спайк Джонз — «Адаптация»                                                          |                                                                       |
| Лучший режиссёр                          | • Александр Пэйн — «О Шмидте»                                                        |                                                                       |
| Лучший режиссёр                          | • Питер Джексон — «Властелин колец: Две крепости»                                    |                                                                       |
| Лучшая мужская роль (драма)              |                                                                                      | • Джек Николсон — «О Шмидте» за роль Уоррена Шмидта                   |
| Лучшая мужская роль (драма)              | • Эдриен Броуди — «Пианист» за роль Владислава Шпильмана                             |                                                                       |
| Лучшая мужская роль (драма)              | • Майкл Кейн — «Тихий американец» за роль Томаса Фаулера                             |                                                                       |
| Лучшая мужская роль (драма)              | • Дэниел Дэй-Льюис — «Банды Нью-Йорка» за роль Билла Каттинга                        |                                                                       |
| Лучшая мужская роль (драма)              | • Леонардо Ди Каприо — «Поймай меня, если сможешь» за роль Фрэнка Абигнейла-младшего |                                                                       |
| Лучшая женская роль (драма)              |                                                                                      | • Николь Кидман — «Часы» за роль Вирджинии Вулф                       |
| Лучшая женская роль (драма)              | • Дайан Лейн — «Неверная» за роль Конни Саммер                                       |                                                                       |
| Лучшая женская роль (драма)              | • Джулианна Мур — «Вдали от рая» за роль Кэти Уитакер                                |                                                                       |
| Лучшая женская роль (драма)              | • Сальма Хайек — «Фрида» за роль Фриды Кало                                          |                                                                       |
| Лучшая женская роль (драма)              | • Мерил Стрип — «Часы» за роль Клариссы Воган                                        |                                                                       |
| Лучшая мужская роль (комедия или мюзикл) |                                                                                      | • Ричард Гир — «Чикаго» за роль Билли Флинна                          |
| Лучшая мужская роль (комедия или мюзикл) | • Николас Кейдж — «Адаптация» за роль Чарли Кауфмана / Дональда Кауфмана             |                                                                       |
| Лучшая мужская роль (комедия или мюзикл) | • Киран Калкин — «Игби идёт ко дну» за роль Джейсона «Игби» Слокамба-младшего        |                                                                       |
| Лучшая мужская роль (комедия или мюзикл) | • Хью Грант — «Мой мальчик» за роль Уилла                                            |                                                                       |
| Лучшая мужская роль (комедия или мюзикл) | • Адам Сэндлер — «Любовь, сбивающая с ног» за роль Барри Игана                       |                                                                       |
| Лучшая женская роль (комедия или мюзикл) |                                                                                      | • Рене Зеллвегер — «Чикаго» за роль Рокси Харт                        |
| Лучшая женская роль (комедия или мюзикл) | • Голди Хоун — «Сестрички-зажигалки» за роль Сюзетт                                  |                                                                       |
| Лучшая женская роль (комедия или мюзикл) | • Кэтрин Зета-Джонс — «Чикаго» за роль Велмы Келли                                   |                                                                       |
| Лучшая женская роль (комедия или мюзикл) | • Мэгги Джилленхол — «Секретарша» за роль Ли Холлоуэй                                |                                                                       |
| Лучшая женская роль (комедия или мюзикл) | • Ниа Вардалос — «Моя большая греческая свадьба» за роль Тулы Портокалос             |                                                                       |
| Лучшая мужская роль второго плана        |                                                                                      | • Крис Купер — «Адаптация» за роль Джона Лароша                       |
| Лучшая мужская роль второго плана        | • Эд Харрис — «Часы» за роль Ричарда Брауна                                          |                                                                       |
| Лучшая мужская роль второго плана        | • Пол Ньюман — «Проклятый путь» за роль Джона Руни                                   |                                                                       |
| Лучшая мужская роль второго плана        | • Джон Райли — «Чикаго» за роль Эмоса Харта                                          |                                                                       |
| Лучшая мужская роль второго плана        | • Деннис Куэйд — «Вдали от рая» за роль Фрэнка Уитакера                              |                                                                       |
| Лучшая женская роль второго плана        |                                                                                      | • Мерил Стрип — «Адаптация» за роль Сьюзан Орлеан                     |
| Лучшая женская роль второго плана        | • Кэти Бэйтс — «О Шмидте» за роль Роберты Гертцель                                   |                                                                       |
| Лучшая женская роль второго плана        | • Камерон Диас — «Банды Нью-Йорка» за роль Дженни Эвердин                            |                                                                       |
| Лучшая женская роль второго плана        | • Куин Латифа — «Чикаго» за роль Матроны «Мамы» Мортон                               |                                                                       |
| Лучшая женская роль второго плана        | • Сьюзан Сарандон — «Игби идёт ко дну» за роль Мими Слокам                           |                                                                       |
| Лучший сценарий                          |                                                                                      | • Александр Пэйн и Джим Тейлор — «О Шмидте»                           |
| Лучший сценарий                          | • Дэвид Хэйр — «Часы»                                                                |                                                                       |
| Лучший сценарий                          | • Чарли Кауфман и Дональд Кауфман — «Адаптация»                                      |                                                                       |
| Лучший сценарий                          | • Билл Кондон — «Чикаго»                                                             |                                                                       |
| Лучший сценарий                          | • Тодд Хейнс — «Вдали от рая»                                                        |                                                                       |
| Лучшая музыка к фильму                   |                                                                                      | • Эллиот Голденталь — «Фрида»                                         |
| Лучшая музыка к фильму                   | • Теренс Бланшард — «25-й час»                                                       |                                                                       |
| Лучшая музыка к фильму                   | • Филип Гласс — «Часы»                                                               |                                                                       |
| Лучшая музыка к фильму                   | • Элмер Бернстайн — «Вдали от рая»                                                   |                                                                       |
| Лучшая музыка к фильму                   | • Питер Гэбриэл — «Клетка для кроликов»                                              |                                                                       |
| Лучшая песня                             |                                                                                      | • «The Hands That Built America» — «Банды Нью-Йорка» (исполнитель U2) |
| Лучшая песня                             | • «Lose Yourself» — «Восьмая миля» (исполнитель Эминем)                              |                                                                       |
| Лучшая песня                             | • «Die Another Day» — «Умри, но не сейчас» (исполнитель Мадонна)                     |                                                                       |
| Лучшая песня                             | • «Here I Am» — «Спирит: Душа прерий» (исполнитель Брайан Адамс)                     |                                                                       |
| Лучшая песня                             | • «Father and Daughter» — «Дикие Торнберри» (исполнитель Пол Саймон)                 |                                                                       |
| Лучший фильм на иностранном языке        |                                                                                      | • «Поговори с ней» (режиссёр Педро Альмодовар, страна — Испания)      |
| Лучший фильм на иностранном языке        | • «Бальзак и портниха-китаяночка» (режиссёр Дай Сыцзе, страна — Франция и Китай)     |                                                                       |
| Лучший фильм на иностранном языке        | • «Город Бога» (режиссёр Фернанду Мейреллиш, страна — Бразилия)                      |                                                                       |
| Лучший фильм на иностранном языке        | • «Тайна отца Амаро» (режиссёр Карлос Каррера, страна — Мексика)                     |                                                                       |
| Лучший фильм на иностранном языке        | • «Герой» (режиссёр Чжан Имоу, страна — Китай)                                       |                                                                       |
| Лучший фильм на иностранном языке        | • «Нигде в Африке» (режиссёр Каролин Линк, страна — Германия)                        |                                                                       |

### Телевизионные фильмы и сериалы
| Победители выделены отдельным цветом. |

| Категории                                                                 | Фотографии лауреатов                                                      | Победители и номинанты                                         |
| ------------------------------------------------------------------------- | ------------------------------------------------------------------------- | -------------------------------------------------------------- |
| Лучший телевизионный сериал (драма)                                       |                                                                           | • «Щит»                                                        |
| Лучший телевизионный сериал (драма)                                       | • «24 часа»                                                               |                                                                |
| Лучший телевизионный сериал (драма)                                       | • «Клиент всегда мёртв»                                                   |                                                                |
| Лучший телевизионный сериал (драма)                                       | • «Клан Сопрано»                                                          |                                                                |
| Лучший телевизионный сериал (драма)                                       | • «Западное крыло»                                                        |                                                                |
| Лучший телевизионный сериал (комедия или мюзикл)                          |                                                                           | • «Умерь свой энтузиазм»                                       |
| Лучший телевизионный сериал (комедия или мюзикл)                          | • «Друзья»                                                                |                                                                |
| Лучший телевизионный сериал (комедия или мюзикл)                          | • «Секс в большом городе»                                                 |                                                                |
| Лучший телевизионный сериал (комедия или мюзикл)                          | • «Симпсоны»                                                              |                                                                |
| Лучший телевизионный сериал (комедия или мюзикл)                          | • «Уилл и Грейс»                                                          |                                                                |
| Лучшая мужская роль в телевизионном сериале (драма)                       |                                                                           | • Майкл Чиклис — «Щит» за роль Вика Мэкки                      |
| Лучшая мужская роль в телевизионном сериале (драма)                       | • Джеймс Гандольфини — «Клан Сопрано» за роль Тони Сопрано                |                                                                |
| Лучшая мужская роль в телевизионном сериале (драма)                       | • Питер Краузе — «Клиент всегда мёртв» за роль Нейта Фишера               |                                                                |
| Лучшая мужская роль в телевизионном сериале (драма)                       | • Мартин Шин — «Западное крыло»                                           |                                                                |
| Лучшая мужская роль в телевизионном сериале (драма)                       | • Кифер Сазерленд — «24 часа» за роль Джека Бауэр                         |                                                                |
| Лучшая женская роль в телевизионном сериале (драма)                       |                                                                           | • Эди Фалко — «Клан Сопрано» за роль Кармелы Сопрано           |
| Лучшая женская роль в телевизионном сериале (драма)                       | • Дженнифер Гарнер — «Шпионка» за роль Сидни Бристоу                      |                                                                |
| Лучшая женская роль в телевизионном сериале (драма)                       | • Эллисон Дженни — «Западное крыло» за роль Си Джей Крегг                 |                                                                |
| Лучшая женская роль в телевизионном сериале (драма)                       | • Рэйчел Гриффитс — «Клиент всегда мёртв» за роль Бренды Ченовит          |                                                                |
| Лучшая женская роль в телевизионном сериале (драма)                       | • Марг Хелгенбергер — «C.S.I.: Место преступления» за роль Кэтрин Уиллоус |                                                                |
| Лучшая мужская роль в телевизионном сериале (комедия или мюзикл)          |                                                                           | • Тони Шалуб — «Детектив Монк» за роль Эдриана Монк            |
| Лучшая мужская роль в телевизионном сериале (комедия или мюзикл)          | • Ларри Дэвид — «Умерь свой энтузиазм»                                    |                                                                |
| Лучшая мужская роль в телевизионном сериале (комедия или мюзикл)          | • Мэтт Леблан — «Друзья» за роль Джоуи Триббиани                          |                                                                |
| Лучшая мужская роль в телевизионном сериале (комедия или мюзикл)          | • Берни Мак — «Шоу Берни Мака»                                            |                                                                |
| Лучшая мужская роль в телевизионном сериале (комедия или мюзикл)          | • Эрик Маккормак — «Уилл и Грейс» за роль Уильяма Трумана                 |                                                                |
| Лучшая женская роль в телевизионном сериале (комедия или мюзикл)          |                                                                           | • Дженнифер Энистон — «Друзья» за роль Рэйчел Грин             |
| Лучшая женская роль в телевизионном сериале (комедия или мюзикл)          | • Дебра Мессинг — «Уилл и Грейс» за роль Грейс Адлер                      |                                                                |
| Лучшая женская роль в телевизионном сериале (комедия или мюзикл)          | • Бонни Хант — «Жизнь с Бонни» за роль Бонни Моллой                       |                                                                |
| Лучшая женская роль в телевизионном сериале (комедия или мюзикл)          | • Джейн Качмарек — «Малкольм в центре внимания» за роль Лоис              |                                                                |
| Лучшая женская роль в телевизионном сериале (комедия или мюзикл)          | • Сара Джессика Паркер — «Секс в большом городе» за роль Кэрри Брэдшоу    |                                                                |
| Лучший мини-сериал или телефильм                                          |                                                                           | • «Черчилль»                                                   |
| Лучший мини-сериал или телефильм                                          | • «Прямой эфир из Багдада»                                                |                                                                |
| Лучший мини-сериал или телефильм                                          | • «Путь к войне»                                                          |                                                                |
| Лучший мини-сериал или телефильм                                          | • «Шеклтон»                                                               |                                                                |
| Лучший мини-сериал или телефильм                                          | • «Похищенные»                                                            |                                                                |
| Лучшая мужская роль (мини-сериал или телефильм)                           |                                                                           | • Альберт Финни — «Черчилль» за роль Уинстона Черчилля         |
| Лучшая мужская роль (мини-сериал или телефильм)                           | • Уильям Х. Мэйси — «Дверь в дверь» за роль Билла Портера                 |                                                                |
| Лучшая мужская роль (мини-сериал или телефильм)                           | • Майкл Гэмбон — «Путь к войне» за роль Линдона Джонсона                  |                                                                |
| Лучшая мужская роль (мини-сериал или телефильм)                           | • Лайнус Роуч — «Р. Ф. К.» за роль Роберта Кеннеди                        |                                                                |
| Лучшая мужская роль (мини-сериал или телефильм)                           | • Майкл Китон — «Прямой эфир из Багдада» за роль Роберта Вьинера          |                                                                |
| Лучшая женская роль (мини-сериал или телефильм)                           |                                                                           | • Ума Турман — «Истерическая слепота» за роль Дебби Миллер     |
| Лучшая женская роль (мини-сериал или телефильм)                           | • Хелен Миррен — «Дверь в дверь» за роль миссис Портер                    |                                                                |
| Лучшая женская роль (мини-сериал или телефильм)                           | • Ванесса Редгрейв — «Черчилль» за роль Клементины Черчилль               |                                                                |
| Лучшая женская роль (мини-сериал или телефильм)                           | • Ширли Маклейн — «Битва Мэри Кэй» за роль Мэри Кэй Эш                    |                                                                |
| Лучшая женская роль (мини-сериал или телефильм)                           | • Хелена Бонэм Картер — «Прямой эфир из Багдада» за роль Ингрид Форманек  |                                                                |
| Лучшая мужская роль второго плана (телесериал, мини-сериал или телефильм) |                                                                           | • Дональд Сазерленд — «Путь к войне» за роль Кларка Клиффорда  |
| Лучшая мужская роль второго плана (телесериал, мини-сериал или телефильм) | • Алек Болдуин — «Путь к войне» за роль Роберта Макнамара                 |                                                                |
| Лучшая мужская роль второго плана (телесериал, мини-сериал или телефильм) | • Джим Бродбент — «Черчилль»                                              |                                                                |
| Лучшая мужская роль второго плана (телесериал, мини-сериал или телефильм) | • Брайан Крэнстон — «Малкольм в центре внимания» за роль Хэл              |                                                                |
| Лучшая мужская роль второго плана (телесериал, мини-сериал или телефильм) | • Шон Хейс — «Уилл и Грейс» за роль Джека МакФарлена                      |                                                                |
| Лучшая мужская роль второго плана (телесериал, мини-сериал или телефильм) | • Деннис Хэйсберт — «24 часа» за роль Дэвида Палмера                      |                                                                |
| Лучшая мужская роль второго плана (телесериал, мини-сериал или телефильм) | • Майкл Империоли — «Клан Сопрано» за роль Кристофера Молтисанти          |                                                                |
| Лучшая мужская роль второго плана (телесериал, мини-сериал или телефильм) | • Джон Спенсер — «Западное крыло»                                         |                                                                |
| Лучшая мужская роль второго плана (телесериал, мини-сериал или телефильм) | • Брэдли Уитфорд — «Западное крыло»                                       |                                                                |
| Лучшая женская роль второго плана (телесериал, мини-сериал или телефильм) |                                                                           | • Ким Кэттролл — «Секс в большом городе» за роль Саманты Джонс |
| Лучшая женская роль второго плана (телесериал, мини-сериал или телефильм) | • Меган Маллалли — «Уилл и Грейс» за роль Карен Уокер                     |                                                                |
| Лучшая женская роль второго плана (телесериал, мини-сериал или телефильм) | • Паркер Поузи — «Битва Мэри Кэй» за роль Джинджер Хит                    |                                                                |
| Лучшая женская роль второго плана (телесериал, мини-сериал или телефильм) | • Синтия Никсон — «Секс в большом городе» за роль Миранды Хоббс           |                                                                |
| Лучшая женская роль второго плана (телесериал, мини-сериал или телефильм) | • Джина Роулендс — «Истерическая слепота» за роль Вирджинии Миллер        |                                                                |

## Премия Сесиля Б. Де Милля
| Награда за вклад в кинематограф | Фотография | Имя           |
| ------------------------------- | ---------- | ------------- |
| Премия Сесиля Б. Де Милля       |            | • Джин Хэкмен |

## Мисс/Мистер «Золотой глобус»
| Символическая награда        | Изображение | Имя                                                                                          |
| ---------------------------- | ----------- | -------------------------------------------------------------------------------------------- |
| Мисс/Мистер «Золотой глобус» |             | • Доминик Гарсиа-Лоридо — дочь актёра Энди Гарсиа • Эй Джей Ламас — сын актёра Лоренцо Ламас |